# 趙永寧
趙永寧（1410年—1469年），字世安，四川重慶府合州定遠縣人，民籍，治《詩經》，年三十六歲中式正統十年乙丑科第三甲第三十八名進士。六月初五日生，行三，曾祖趙志祥；祖趙福海；父趙英；母李氏。慈侍下，妻黎氏，兄永恭；永和，弟永昌。由國子生中式四川鄉試第二十三名舉人，會試中式第四十名。